# Jochanan Kohen
Jochanan Kohen (hebrejsky יוחנן כהן‎, narozen 31. prosince 1917 – 20. května 2013) byl sionistický aktivista, izraelský politik a poslanec Knesetu za Progresivní stranu.

## Biografie
Narodil se v Lodži v rodícím se Polsku. V Polsku vystudoval střední školu. V roce 1937 přesídlil do dnešního Izraele. Roku 1938 se zapojil do židovských jednotek Hagana, v letech 1941–1944 byl členem policejních složek Mišteret ha-jišuvim ha-ivrim. Během války za nezávislost bojoval v izraelské armádě, kde byl kapitánem v Brigádě Golani. Pak měl jako záložník hodnost Sgan Aluf v dělostřelectvu.

## Politická dráha
Angažoval se v sionistickém mládežnickém hnutí v Polsku. V letech 1945–1947 asistoval Židům z Evropy při imigraci do dnešního Izraele. V letech 1946–1950 byl členem Sionistického výkonného výboru. V letech 1950–1952 zastával post člena organizačního výboru odborové centrály Histadrut. V letech 1952–1954 byl ředitelem sekretariátu světové organizace ha-No'ar ha-cijoni. Zasedal v předsednictvu a politickém výboru Progresivní strany.
V izraelském parlamentu zasedl poprvé po volbách v roce 1955, kdy kandidoval za Progresivní stranu. Mandát ale získal až dodatečně, v říjnu 1957, poté co rezignoval dosavadní poslanec Ješa'jahu Forder. Byl členem výboru pro ústavu, právo a spravedlnost, výboru pro záležitosti vnitra a výboru práce. V letech 1960–1983 byl úředníkem ministerstva zahraničních věcí. V letech 1965–1968 působil jako generální konzul v Bostonu, v letech 1973–1976 jako velvyslanec v Rumunsku a v letech 1976–1979 ve Finsku.